# Graeme Milton
Graeme W. Milton (Sydney, 1956) é um matemático estadunidense, atualmente Distinguished Professor da Universidade de Utah, e foi professor do Mathematical Sciences Research Institute em 2010 e também Full Professor do Instituto Courant de Ciências Matemáticas.

## Biografia
Graeme Milton obteve os graus de B.Sc. e M.Sc. em física na Universidade de Sydney em 1980 e 1982, respectivamente. Obteve um Ph.D. em física na Universidade Cornell em 1985, sendo em seguida membro do Departamento de Física do Instituto de Tecnologia da Califórnia como Weingart Fellow de 1984 a 1986. Foi então para o Instituto Courant de Ciências Matemáticas, onde permaneceu até 1994, quando tornou-se full professor da Universidade de Utah.
Foi palestrante convidado do Congresso Internacional de Matemáticos em Berlim (1998). Recebeu o Prêmio Ralph E. Kleinman de 2003 da Society for Industrial and Applied Mathematics, por “suas diversas contribuições profundas na modelagem e análise de materiais compostos.”